# Watsonia laccata
Watsonia laccata är en irisväxtart som först beskrevs av Nikolaus Joseph von Jacquin, och fick sitt nu gällande namn av Ker Gawl. Watsonia laccata ingår i släktet Watsonia och familjen irisväxter. Inga underarter finns listade i Catalogue of Life.